# Хардинг, Иэн
Иэ́н Ха́рдинг (англ. Ian Harding; род. 16 сентября 1986, Хайдельберг) — американский актёр.

## Биография
Иэн Хардинг родился 16 сентября 1986 года в Хайдельберге, Германия. Он был самым младшим ребёнком в семье военного. Спустя несколько лет его семья переехала в Виргинию, где Иэн пошёл в иезуитскую школу Georgetown Preparatory School, где добился успехов в футболе и баскетболе. В старших классах он записался в драматический кружок, а после окончания школы продолжил обучение актёрскому искусству в университете Карнеги — Меллон.
В кино Иэн Хардинг дебютировал в 2009 году в романтической комедии «Парк культуры и отдыха». С 2010 года снимался в сериале «Милые обманщицы».
Иэн также играет в театре.

## Фильмография
| Год       |   | Русское название              | Оригинальное название                    | Роль           |
| --------- | - | ----------------------------- | ---------------------------------------- | -------------- |
| 2009      | ф | Парк культуры и отдыха        | Adventureland                            | Препстер       |
| 2009      | ф | Смертельные сказки            | Deadtime Stories 2                       | Райан          |
| 2010      | с | Морская полиция: Лос-Анджелес | NCIS: Los Angeles                        | Кёртис Лакросс |
| 2010      | с |                               | Hollywood Is Like High School with Money | Джейми Хантер  |
| 2010      | ф | Любовь и другие лекарства     | Love and Other Drugs                     | стажёр #1      |
| 2010—2017 | с | Милые обманщицы               | Pretty Little Liars                      | Эзра Фитц      |

## Роли в театре
- 2008 — The Other Shore
- 2009 — The London Cuckolds

## Награды
- Teen Choice Awards
  - 2010, награда в категории «Лучшая телезвезда лета: актёр» (Милые обманщицы)
  - 2011, награда в категории «Лучшая телезвезда лета: актёр» (Милые обманщицы)
- Youth Rock Awards
  - 2011, номинация в категории «Рок-актёр: телевидение»[2]